# Grand Prix automobile de Caen 1957
Le Grand Prix de Caen 1957 est une course automobile, disputée selon les règles de la Formule 1, organisée le 28 juillet 1957 sur le Circuit de la Prairie à Caen. La course s'est déroulée sur 86 tours de circuit et a été remportée par le pilote français Jean Behra au volant d'une BRM P25 avec un tour d'avance sur le deuxième. C'est la première victoire en Grand Prix pour la P25. Jean Behra a également signé la pole et le meilleur tour.

## Classement
| Pos | No. | Pilote        | Équipe                    | Constructeur      | Temps/Abandon           | Position sur la grille |
| --- | --- | ------------- | ------------------------- | ----------------- | ----------------------- | ---------------------- |
| 1   | 2   | Jean Behra    | Owen Racing Organisation  | BRM P25           | 2h 01' 55", 149.39 km/h | 1                      |
| 2   | 10  | Roy Salvadori | Cooper Car Company        | Cooper T43-Climax | 85 tours                | 3                      |
| 3   | 18  | Bruce Halford | Bruce Halford             | Maserati 250F     | 85 tours                | 4                      |
| 4   | 20  | Jo Bonnier    | Jo Bonnier                | Maserati 250F     | 81 tours                | 6                      |
| 5   | 14  | Horace Gould  | Horace Gould              | Maserati 250F     | 80 tours                | 7                      |
| 6   | 22  | Luigi Piotti  | Luigi Piotti              | Maserati 250F     | 78 tours                | 9                      |
| 7   | 16  | Jean Lucas    | Équipe Alan Brown         | Cooper T43-Climax | 72 tours                | 10                     |
| Ab  | 2   | Harry Schell1 | Owen Racing Organisation  | BRM P25           | 58 tours - moteur       | 5                      |
| Ab  | 8   | Tony Brooks   | R.R.C. Walker Racing Team | Cooper T43-Climax | 29 tours - embrayage    | 2                      |
| Ab  | 28  | Marc Rozier   | Marc Rozier               | Ferrari 500       | 13 tours - mécanique    | 11                     |
| Ab  | 12  | Jack Brabham  | Cooper Car Company        | Cooper T43-Climax | 2 tours - magnéto       | 8                      |

1 Harry Schell a couru avec le BRM de rechange après que sa Maserati 250F ait cassé un piston pendant les essais.